# Terebra cognata
Terebra cognata é uma espécie de gastrópode do gênero Terebra, pertencente a família Terebridae.